# Norrgrynnan (Vaasa)
Norrgrynnan est une île de l'archipel de Vaasa en Finlande,.

## Géographie
L'île est située à environ 17 kilomètres à l'ouest de Vaasa.
La superficie de l'île est de 20,6 hectares et sa longueur maximale est de 0,8 kilomètre dans la direction sud-nord.